# Angels' Story
「Angels' Story」是韓國的女子樂團和舞蹈團體AOA的第1張單曲。於2012年7月30日發行。唱片公司為FNC Entertainment。

## 概要
- 「Angels' Story」是AOA的出道單曲。
- 《ELVIS》為此單曲專輯的主打曲目，並有兩個版本
  - 舞蹈版本由7名成員（有慶以外）演唱。
  - 樂團（Band）版本由AOA Black演唱。
- CNBLUE成員容和有份參與歌曲《Love Is Only You》的創作。

## 曲目
| 曲序     | 曲目                           |          | 作曲                               | 时长  |
| -------- | ------------------------------ | -------- | ---------------------------------- | ----- |
| 1.       | ELVIS                          | 韓勝浩   | 金道勋 （ 朝鲜语 ： 김도훈 (작곡가)） Lee Sang Ho | 3:19  |
| 2.       | Love is only you               | 鄭容和   | 鄭容和                             | 3:45  |
| 3.       | Temptation                     | 韓勝浩   | Kim Jaeyang                        | 3:44  |
| 4.       | ELVIS (Band Ver.)（AOA Black） | 韓勝浩   | 金道勋 （ 朝鲜语 ： 김도훈 (작곡가)） Lee Sang Ho | 3:19  |
| 总时长： | 总时长：                       | 总时长： | 总时长：                           | 14:07 |

## 外部連結
-  AOA 韓國官方網站
-  AOA 出道單曲 Title song "ELVIS" M/V Full Ver（页面存档备份，存于）
-  AOA 韓國官方YouTube（页面存档备份，存于）
-  Melon音源網站 ANGELS' STORY 專輯資訊（页面存档备份，存于）